# Cvičná hlubinná puma

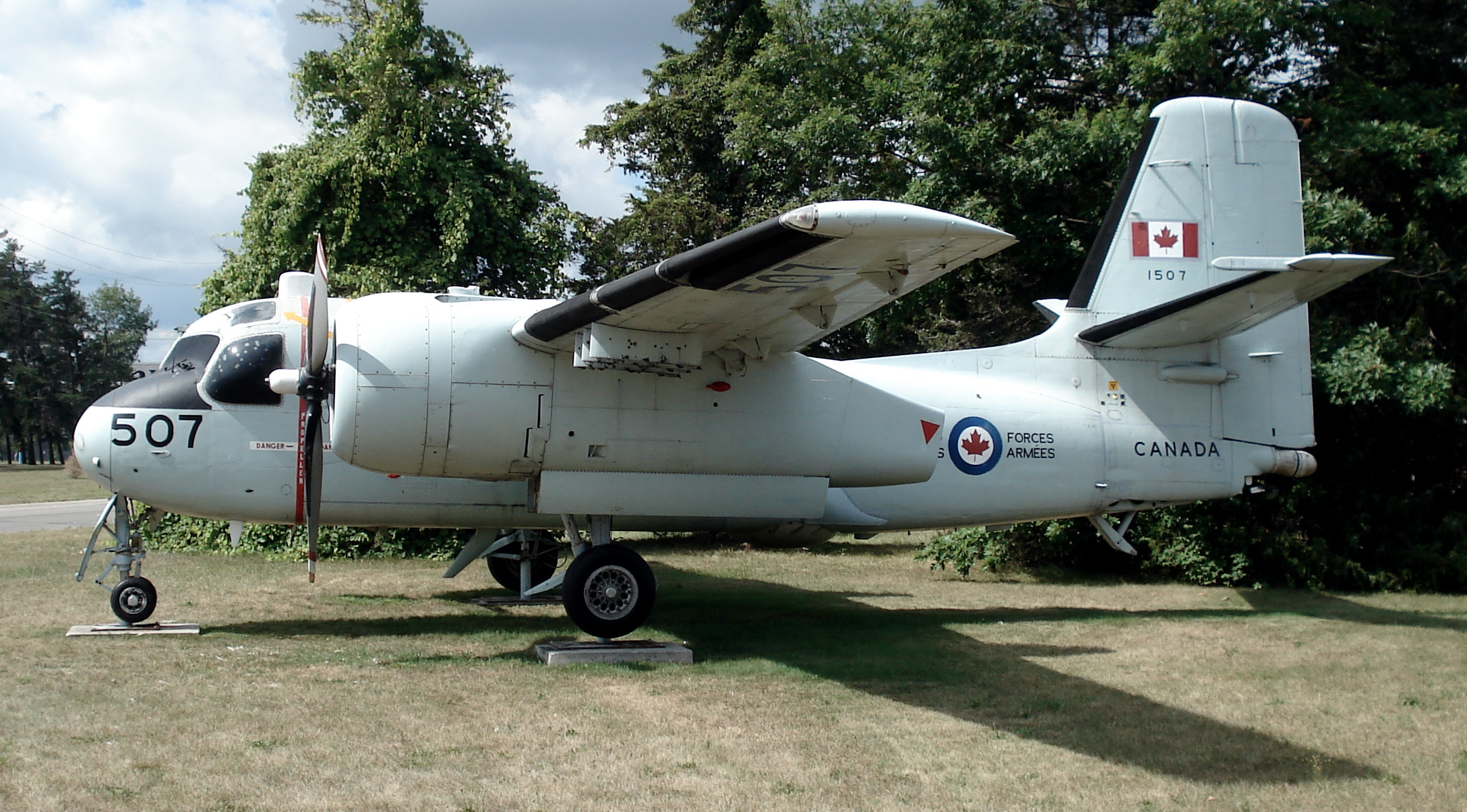
Letoun Grumman CS2F-2 Tracker Kanadského královského námořnictva určený k protiponorkovému boji.

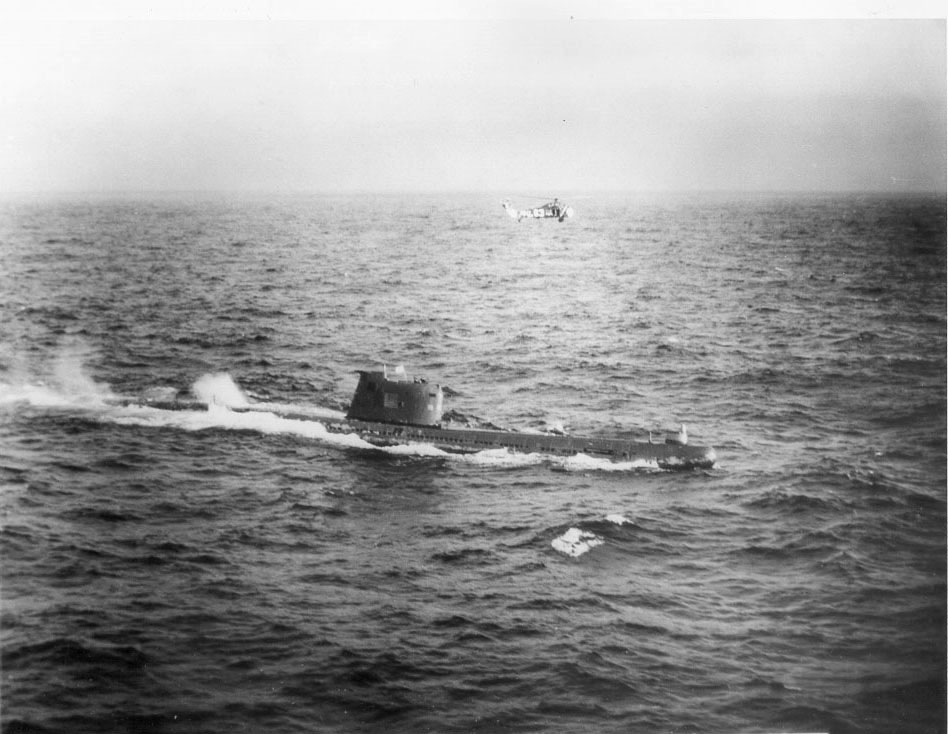
Použití cvičných hlubinných pum bylo jedním z faktorů, díky nimž se během Karibské krize americkému námořnímu svazu podařilo přimět sovětskou ponorku B-59 k vynoření.

Cvičná hlubinná puma (anglicky Practice depth charge, zkratkou PDC) je protiponorková zbraň, tedy zbraň k boji proti ponorkám. Slouží také k výcviku. Cvičné hlubinné pumy mohou nést jak hladinová plavidla, tak letadla. Na rozdíl od klasické hlubinné pumy neslouží ke zničení ponorky, ale k její detekci, v případě výcviku i k signalizaci. Rozměry některých PDC mohou být i srovnatelné např. s velikostí ručního granátu.
Použití je podobné jako u klasické konvenční hlubinné pumy. Když ale cvičná hlubinná puma vybuchne pod hladinou moře, její explosivní náplň vydá zvukové vlny, jež se šíří vodou a mohou se odrazit od trupu ponorky. Tento zvuk může být zachycen speciálními citlivými mikrofony zvanými sonobóje, které jsou také shozeny do vody. Zařízení na palubě lodi či letadla pak dokáže podle odražených vln určit polohu ponorky.
Cvičné hlubinné pumy využívalo hojně mimo ruského námořnictva a US Navy také např. Kanadské královské námořnictvo, jehož hlavním úkolem během studené války byl protiponorkový boj (tzv. ASW - Anti-Submarine Warfare) proti zemím Varšavské smlouvy. Ve výbavě měly tyto pumy mj. letadla Grumman S-2 Tracker.
Během tzv. Karibské krize v průběhu námořní blokády Kuby při pronásledování sovětské ponorky B-59 byly americkým námořním svazem čítajícím 11 torpédoborců a letadlovou loď USS Randolph shazovány cvičné hlubinné pumy za účelem přinutit ji k vynoření. To se Američanům nakonec podařilo, ačkoli při akci málem došlo k použití jaderné zbraně sovětskou ponorkou.
Cvičnou hlubinnou pumou ruské provenience je typ UPLAB-50.